# Wyspa Omega
Wyspa Omega (zwana również Isla Sobral) – skalista wysepka o powierzchni 10 km², w większości pokryta lodem, na Oceanie Południowym, w Archipelagu Palmera, w pobliżu zachodniego brzegu Półwyspu Antarktycznego. Jest największą wyspą zaliczaną do Wysp Melchiora.

## Geografia
Wyspa Omega w ponad 90% pokryta jest starym lodowcem.
Jest atrakcyjnym celem rejsów w obszar koła podbiegunowego, podczas których turyści podziwiają często obrywanie się fragmentów lodowca do oceanu w niewielkim fiordzie i obserwują stada weddelek arktycznych. Właśnie podczas takiego rejsu udało się polskim i niemieckim podróżnikom odkryć wyspę Bremen.

## Historia
Wyspa Omega została odkryta w trakcie wyprawy polarnej, podjętej przez niemieckiego wielorybnika Eduarda Dallmanna, w latach 1873–1874.
W lutym 2003 roku powierzchnia wyspy zmniejszyła się po tym, jak statek MS Bremen, pod dowództwem kapitana Henryka Wolskiego, odkrył, że fragment Omegi jest w rzeczywistości osobną wyspą, oddzieloną kilkumetrowym kanałem. Nową wyspę nazwano Bremen.

## Nazwy wyspy
Początkowo wyspa nie miała żadnej nazwy – o niej i o sąsiednich mówiono po prostu Wyspy Melchiora.
W latach 1927–1941 na mapach amerykańskich figurowała jako Lystad Island, na cześć polarnika z USA – kapitana I. Lystada – członka pierwszej wyprawy, której celem było zbadanie wysp.
Nazwa Omega pochodzi od ostatniej litery greckiego alfabetu. Badacze wysp Melchiora w latach 1942 i 1943 posługiwali się tym alfabetem dla oznakowania kolejnych zbadanych wysp. Po raz pierwszy nazwa ta pojawiła się na mapach argentyńskich w 1946 roku.
Spotyka się również określenie tej wyspy jako Isla Sobral (zwłaszcza w Argentynie), na cześć statku z Marynarki Wojennej Argentyny.